# Nelsia quadrangula
Nelsia quadrangula är en amarantväxtart som först beskrevs av Adolf Engler, och fick sitt nu gällande namn av Schinz. Nelsia quadrangula ingår i släktet Nelsia och familjen amarantväxter. Inga underarter finns listade i Catalogue of Life.